# Heinz-Joachim Heydorn
Heinz-Joachim Heydorn (* 14. Juni 1916 in Altona/Elbe; † 15. Dezember 1974 in Frankfurt am Main) war ein deutscher Pädagoge und Politiker.

## Leben
Heydorn legte das Abitur 1935 am Gymnasium Christianeum Hamburg ab. Bereits seit 1933 war er Mitglied der Bekennenden Kirche und verrichtete von 1934 bis 1939 illegale politische Arbeit. Er studierte an der Universität Hamburg Chinesisch und Englisch. In den Jahren 1938 und 1939 nahm er für ein Jahr eine Stelle als Deutschlehrer in Wales an. Sein Vater erkrankte 1939 schwer und starb im Dezember. Heydorn kehrte nach Hamburg zurück und wurde bei Kriegsausbruch zum Kriegsdienst eingezogen.
1942 erlangte Heydorn während eines Studienurlaubs ein Diplom für chinesische Sprache und Literatur. Er desertierte 1944 an der Westfront und ging in englische Kriegsgefangenschaft. In Abwesenheit wurde er von einem deutschen Kriegsgericht zum Tode verurteilt. Im Kriegsgefangenen-Lager leistete er Bildungsarbeit.
Im Jahre 1945 kehrte Heydorn nach Hamburg zurück und trat in die SPD ein. In den beiden ersten Wahlperioden nach dem Krieg (1946 bis 1953) war er Mitglied der Hamburgischen Bürgerschaft. 1946 war er Mitbegründer und erster Bundesvorsitzender des Sozialistischen Deutschen Studentenbundes (SDS). Die Hamburgische Bürgerschaft wählte Heydorn 1949 zum Mitglied der Bundesversammlung, die Theodor Heuss zum ersten Bundespräsidenten wählte. In den 1950er Jahren war er Mitglied im Bundesvorstand der Sozialistischen Jugend – Die Falken.
Heydorn wurde 1950 in Hamburg promoviert und heiratete 1951 Irmgard Heydorn, die er im Umfeld des Internationalen Sozialistischen Kampfbund kennengelernt hatte. Anschließend wechselte er als Dozent an die Pädagogische Hochschule Kiel. 1959 wurde er als außerordentlicher Professor an das Pädagogische Institut in Darmstadt-Jugenheim berufen und erhielt 1961 eine Professur für Erziehungs- und Bildungswesen an der Hochschule für Erziehung Frankfurt am Main, die 1967 in die Johann Wolfgang Goethe-Universität Frankfurt am Main integriert wurde. Als Mitglied der „Sozialistischen Fördergesellschaft des SDS“ wurde er 1961 aus der SPD ausgeschlossen.
Die persönlichen und politischen Biografien von Heydorn und seiner Frau sowie seine Beziehung zu seinem Schüler Gernot Koneffke wurden von Jan Koneffke in seinem Roman Ein Sonntagskind literarisch verarbeitet.

## Wirken
Heydorn beschäftigte sich – schon zur Zeit des Nationalsozialismus in Deutschland – mit Judentum und dem Antisemitismus. In diesem Zusammenhang setzte er sich in den 1960er-Jahren auch kritisch mit antiisraelischen Aussagen der westdeutschen Studentenbewegung auseinander.
Er vertrat eine eigenständige Bildungstheorie, die Kritische Bildungstheorie, welche dem bestehenden Bildungssystem kritisch gegenüberstand: Bildung war für ihn der Prozess, in welchem der Mensch als Subjekt in seine eigene Geschichte eintritt. Bildung sei die Befähigung des Menschen zur gesellschaftlichen Arbeit und zum politischen Handeln, aber auch zur ästhetischen Erfahrung, in welcher der Mensch sich selbst vergegenwärtige. Bildung sei somit Allgemeingut der in der Geschichte zu sich selbst kommenden Menschheit, sie verwirkliche sich über eine integrative Gemeinschaftsschule für alle Kinder.
Heydorn kämpfte aus diesem Grunde von Anfang an entschieden gegen das Dreigliedrige Schulsystem; dieses Schulwesen reproduziere die dreigliedrige Klassenstruktur der Gesellschaft in der Bundesrepublik Deutschland.

## Publikationen
Einzelveröffentlichungen
- Julius Bahnsen, Eine Untersuchung zur Vorgeschichte der modernen Existenz, 1952, Reprint 1996 bei Topos Ruggell
- Wilhelm von Humboldt, Abstand und Nähe: drei Vorträge zum Gedenken seines 200. Geburtstages , 1968
- Unser Satz endet mit einem Komma, Gedichte 1955 – 1967, 1969
- Über den Widerspruch von Bildung und Herrschaft, Europäische Verlagsanstalt 1970
- Zu einer Neufassung des Bildungsbegriffs, 1972
- Georg Büchner, Ein Essay aus dem Nachlass (verfasst 1947), 1984.

Werke – Studienausgabe
- Band 1: Bildungstheoretische und Pädagogische Schriften – 1949–1967, Verlag Büchse der Pandora 2004, ISBN 3-88178-331-8
- Band 2: Bildungstheoretische und Pädagogische Schriften – 1967–1970, Verlag Büchse der Pandora 2004, ISBN 3-88178-332-6
- Band 3: Über den Widerspruch von Bildung und Herrschaft, Verlag Büchse der Pandora 2004, ISBN 3-88178-333-4
- Band 4: Bildungstheoretische und Pädagogische Schriften – 1971–1974, Verlag Büchse der Pandora 2004, ISBN 3-88178-334-2
- Band 5: Julius Bahnsen. Eine Untersuchung zur Vorgeschichte der modernen Existenz, Verlag Büchse der Pandora 2006, ISBN 3-88178-335-0
- Band 6: Philosophische Schriften – 1939–1974, Verlag Büchse der Pandora 2006, ISBN 3-88178-336-9
- Band 7: Politische Schriften – 1946–1974, Verlag Büchse der Pandora 2006, ISBN 3-88178-337-7
- Band 8: Vermischte Schriften – 1942–1974, Verlag Büchse der Pandora 2006, ISBN 3-88178-338-5
- Band 9: Literarische Arbeiten. Gedichte – Nachdichtungen – Prosa – Aphorismen, Verlag Büchse der Pandora 2006, ISBN 3-88178-339-3